# 正八
絵草子屋の正八（えぞうしや の しょうはち）は必殺シリーズの『新・必殺仕置人』と『江戸プロフェッショナル・必殺商売人』に登場する架空の人物。火野正平が演じた。小説などの原作を持たない、テレビ番組オリジナルのキャラクターである。

## キャラクター
中村主水（藤田まこと）、念仏の鉄（山﨑努）の新たな仲間として、鋳掛屋の巳代松（中村嘉葎雄）、スリのおてい（中尾ミエ）とともに、元締・虎（藤村富美男）の主宰する「寅の会」の仕置人となった（『新・仕置人』）。
出身地は甲州（『新・仕置人』第30話「夢想無用」）。死別した妹がいる（『新・仕置人』第32話「阿呆無用」）。仕置人の密偵として、おていとともに仕置相手の情報収集と仕置の段取りを組む。
表稼業の絵草子屋の地下蔵は、仕置人グループの隠れ家となっている。
お調子者で腕っ節は弱いが、その優しさと情の深さは多くのファンに愛されている。大人の仕置人たちの中で割り切れない部分も多く、よく悩んでいるが、切り替えは速いようである。第30話で、おたみに惚れたことから仕置人から足を洗い、おたみと夫婦になろうとし、主水や鉄たちに掟破りは許さないと厳しく責められたが、殺しをすれば仕置人から二度と足は洗えないのを覚悟して、小刀でおたみの仇を討ったことがある。
『新・仕置人』最終回「解散無用」で寅の会は解散し、虎と鉄の死により、巳代松とおていは江戸を離れる。正八は江戸に残り、数ヵ月後、主水、新次（梅宮辰夫）、おせい（草笛光子）とともに商売人グループを結成し、裏稼業を再開した（『商売人』）。
表稼業は絵草子屋から、足力屋なる足踏みマッサージ屋に商売替えし、不忍池の畔にある灯台を住まいとし、台守も務めていた。この灯台は商売人グループの隠れ家となっている。
『商売人』では主役級の話は少なかったが、仕事振りは『新・仕置人』同様、優秀であった。しかし、子供に窃盗の罪を被せられたり、強盗に家を乗っ取られたり、暴走集団に着物を盗まれたり、敵に攻撃されて負傷するなど苦難続きであった。第21話から最終回までは普段着の着物を盗まれたため、寝巻きを着て活動していた。
『新・仕置人』で絵草子を届けた先の旗本の幼い跡取りが継母を嫌いだとこぼすのに対して「自分と同じ」だと答えるなど幸薄い過去が窺われるが、『商売人』では足力の客となった若侍が母親を邪険に扱うのを見て「特別コース」と称して本気で散々に踏み付け蹴飛ばして遁走するという一面も見せている。

## 余談
第14作『翔べ! 必殺うらごろし』の正十とは同一人物という説があるが、正八が『新・仕置人』第30話で、殺しを一度だけ行ったのに対し、正十は殺しを一度も行っていないことが『うらごろし』第19話で判明している。
実際に歌手活動も行う火野に合わせ、歌も得意という設定で、劇中歌として「冬よ来い」のアルバムを使用。第17、30、40話では「想い出は風の中」を、第40話では「海」も歌っている。『商売人』では主題歌の「夢ん中」を口ずさむこともあった。
なお、火野は『必殺仕事人2009』の最終話にて、仕事人・経師屋の涼次を拷問する悪人・仏の巳ノ助役として必殺シリーズに再登場している。